# ULTIMATE GIRLS
「ULTIMATE GIRLS」（アルティメット・ガールズ）は、ボーカルユニットFoxxi misQが2006年10月25日にリリースした通算2枚目のシングル。

## 解説
- 初回限定盤の「CD+DVD」と、通常盤の「CDのみ」の2形態で発売。
- 「ULTIMATE GIRLS」は「ULTIMATE（究極）」な部分を目指す強気な女性の一面と、その反面不安を抱いている「GIRLS（少女達）」の一面を唄ったものだという。R&B、HIP HOPベースのアップテンポなダンスナンバー。MC、HOZEが参加。
- 「Lesson」はミディアムバラード。
- 衣装にちりばめられた30万個のスワロフスキークリスタルは、本人達も手伝い手作業で五日間かけて装飾されたもの。
- このシングルで10月28日、『音楽戦士 MUSIC FIGHTER』に初出演を果たした。

## 収録曲

### CD
1. ULTIMATE GIRLS
（作詞：Shoko Fujibayashi 作曲：Face 2 fAKE）
フジテレビ系「HEY!HEY!HEY! MUSIC CHAMP」10-11月エンディングテーマ
2. Lesson
（作詞：Shoko Fujibayashi 作曲：Face 2 fAKE）
日本テレビ系「MusiG」10-12月エンディングテーマ
3. ULTIMATE GIRLS Killa City Remix
表題曲のリミックス
4. ULTIMATE GIRLS （less vocal）
5. Lesson （less vocal）

### DVD
1. ULTIMATE GIRLS VIDEO CLIP